# Kantongerecht Schagen
Het kantongerecht Schagen was van 1838 tot 1934 een van de kantongerechten in Nederland. Schagen was bij de oprichting het tweede kanton van het arrondissement Alkmaar. Het gerecht kreeg in 1881 de beschikking over een eigen gebouw, ontworpen door J.F. Metzelaar gebaseerd op het standaardontwerp van A.C. Pierson. Na de opheffing werd het kanton verdeeld over de aangrenzende kantons  Alkmaar en Den Helder. Schagen was een kanton der 3de klasse.